# Lachowice (stacja kolejowa)
Lachowice – stacja kolejowa w Lachowicach, w województwie małopolskim, w powiecie suskim. Kasa biletowa zlikwidowana.

## Ruch pasażerski
| Rok  | Wymiana pasażerska na dobę |
| ---- | -------------------------- |
| 2017 | 0-9                        |
| 2022 | 0-9                        |